# ファースト・ナショナル・ピクチャーズ
ファースト・ナショナル・ピクチャーズ（First National Pictures）は、アメリカの映画製作および配給会社である。1917年にファースト・ナショナル・エキシビターズ・サーキット（First National Exhibitors' Circuit, Inc.）として設立され、アメリカの独立系劇場経営者の連合体として始まり、国内最大の劇場チェーンとなった。その後、映画の上映から配給に事業を拡大し、1919年にアソシエイテッド・ファースト・ナショナル・シアターズ（Associated First National Theatres, Inc.）およびアソシエイテッド・ファースト・ナショナル・ピクチャーズ（Associated First National Pictures, Inc.）として再法人化された。
1924年には映画製作会社ファースト・ナショナル・ピクチャーズ（First National Pictures, Inc.）として拡大し、映画業界における重要なスタジオとなった。1928年9月、ファースト・ナショナルの支配権はワーナー・ブラザースに渡り、1929年11月4日に完全に吸収された。
その後も、いくつかのワーナー・ブラザースの映画はファースト・ナショナル・ピクチャーズとしてブランド化され続けたが、1936年7月にファースト・ナショナル・ピクチャーズは解散した。

## 初期の歴史

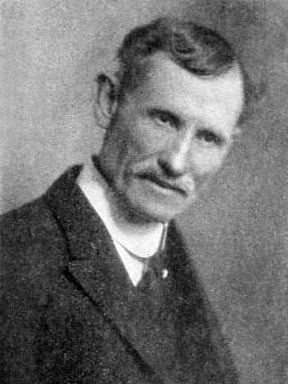
トーマス・L・タリー（1915年）

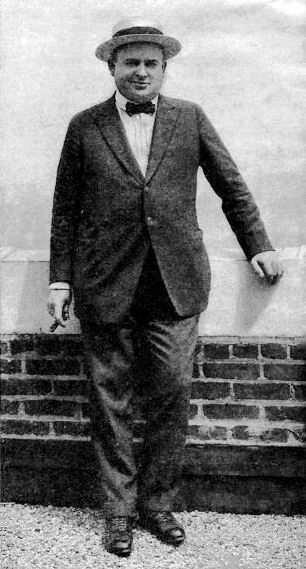
J・D・ウィリアムズ（1921年）

1917年、ファースト・ナショナル・エキシビターズ・サーキット（First National Exhibitors' Circuit）は、全米の主要な一番館映画チェーン26社が合併して設立された。この組織は最終的に600以上の劇場を支配し、そのうち200館以封切館場）であっ封切一番館は、収益性のセカンドラン二番館や近隣劇場とは異なり、映画の興行成績が最高潮に達する場所であった。
ファースト・ナショナルは、パラマウント・ピクチャーズが市場を支配していた状況に対抗するため、トーマス・L・タリーの発案で始まった。タリーは1912年、全国の劇場を統合し、独自に映画を購入、製作、配給できる企業を構想。1917年、タリーとJ・D・ウィリアムズがファースト・ナショナル・エキシビターズ・サーキットを設立した。

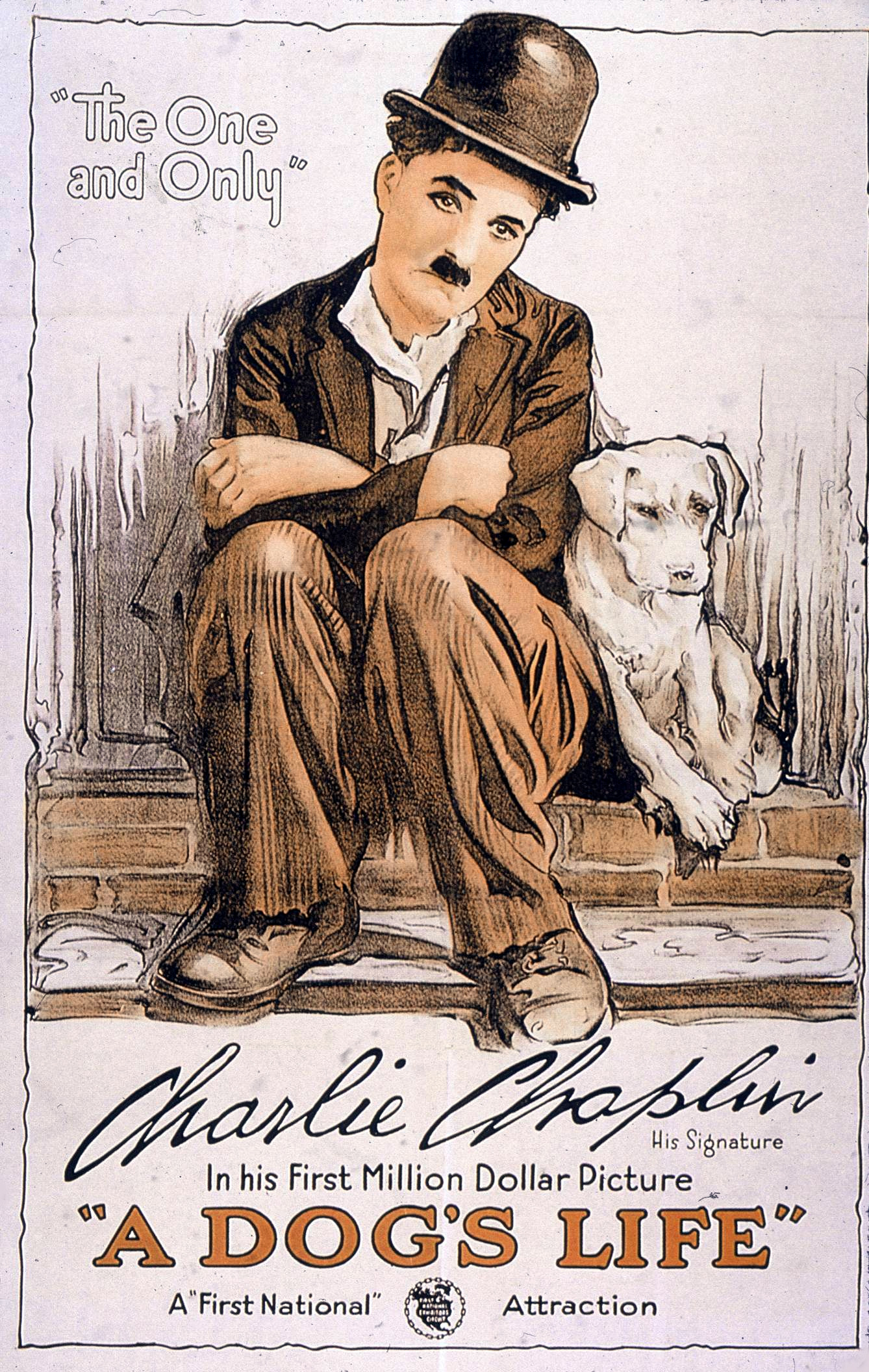
チャーリー・チャップリンがファースト・ナショナルと100万ドルの契約を結んだ最初の作品である『犬の生活』（1918年）のポスター。

ファースト・ナショナルを通じて最初に公開された映画は、1916年のイギリス映画『The Mother of Dartmoor』である。1917年から1918年にかけて、メアリー・ピックフォードとチャールズ・チャップリンと契約を結び、映画史上初の100万ドル契約が実現した。
チャップリンの契約では、特定の公開スケジュールに縛られずに映画を製作することが認められた。しかし、長編映画『キッド』の製作があまりにも長引いたため、会社から苦情が出始めた。これに対応するため、チャップリンは劇場主たちをスタジオに招待。彼らはプロジェクトに感銘を受け、とりわけ共演者ジャッキー・クーガンに魅了され、辛抱強く待つことを決めた。この忍耐は報われ、『キッド』は批評的にも興行的にも大成功を収めた。
ファースト・ナショナルによる独立系製作者の映画配給は、ルイス・B・メイヤーをはじめとする多くのキャリアを押し上げたとされている。
1919年、ファースト・ナショナル・エキシビターズ・サーキットは再法人化され、アソシエイテッド・ファースト・ナショナル・ピクチャーズ（Associated First National Pictures, Inc.）およびその子会社アソシエイテッド・ファースト・ナショナル・シアターズ（Associated First National Theatres, Inc.）となり、5,000人の独立劇場主がメンバーに加わった。

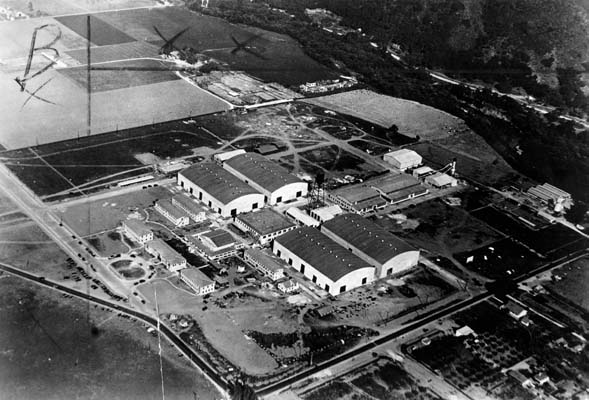
カリフォルニア州バーバンクのファースト・ナショナル・ピクチャーズ・スタジオ（1928年頃）

1924年、配給業務に加えて映画製作も開始し、社名をファースト・ナショナル・ピクチャーズ（First National Pictures, Inc.）に変更。1926年には、カリフォルニア州バーバンクに62エーカー（約25ヘクタール）のスタジオ敷地を建設した。1925年、全米映画劇場所有者協会および独立製作者協会は、メトロ・ゴールドウィン・メイヤー（MGM）、パラマウント、ファースト・ナショナルという「映画トラスト」に対抗するため「戦争」を宣言。これらの企業が映画の製作、配給、上映にまで進出し、業界を支配していると非難した。

## ワーナー・ブラザースによる買収

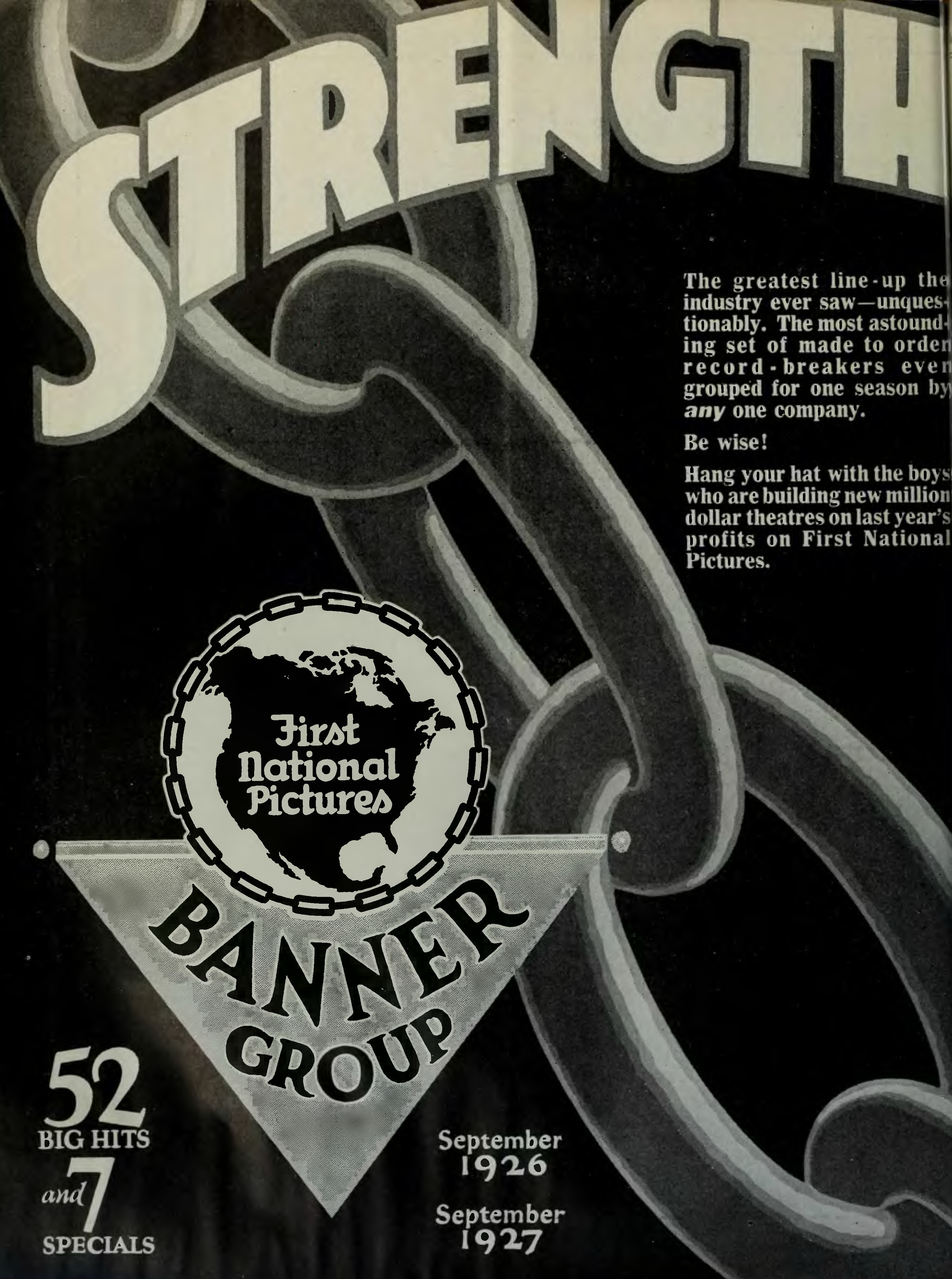
『フィルム・デイリー』に掲載されたファースト・ナショナル・ピクチャーズの広告（1926年）

1928年9月、『ジャズ・シンガー』と『シンギング・フール』の財務的成功により、ワーナー・ブラザースはファースト・ナショナルの過半数株式を取得した。ワーナー・ブラザースは発行済み普通株式72,000株のうち42,000株を保有し、フォックスは21,000株、残り12,000株は一般投資家が保有していた。この取引により、ワーナー・ブラザースはファースト・ナショナルと提携している劇場チェーンへのアクセスを得る一方、ファースト・ナショナルはヴィタフォン（Vitaphone）音響機器へのアクセスを獲得した。両社はその後もしばらくは独立した企業として運営された。
1929年11月4日、フォックスはファースト・ナショナルの持ち分を1,000万ドルでワーナー・ブラザースに売却。これにより、バーバンクのファースト・ナショナル・スタジオがワーナー・ブラザース＝ファースト・ナショナル・ピクチャーズの正式な本拠地となった。その後、ファースト・ナショナル・ピクチャーズは、ワーナー・ブラザース製作作品の一部を配給するための商標として使用されるようになった。1929年にワーナー・ブラザースが公開した長編映画86本のうち、45本がファースト・ナショナル・ピクチャーズのブランド名で配給された。1933から1934年の公開予定だった60本の長編映画の半分もファースト・ナショナルのブランドで公開される予定であった。
両スタジオは「A級」と「B級」予算の映画を製作していたが、一般的には、ワーナー・ブラザースは大作、時代劇、ミュージカルを製作し、ファースト・ナショナルは現代劇、ドラマ、犯罪物を専門とした。また、短編映画は関連会社のヴィタフォン・コーポレーションが製作した（ヴィタフォンは音響技術の名称に由来）。
1936年7月、ファースト・ナショナル・ピクチャーズ株式会社（主にワーナー・ブラザースの株主）は、資産を株主間で分配する形で会社を解散することを決議した。これは、企業間の税金免除による合併を認める新しい税法に基づくものだった。ただし、1939年公開の『戦慄のスパイ網』はファースト・ナショナルのブランドで公開された。
1929年から1958年にかけて、ワーナー・ブラザースの多くの映画や宣伝ポスターには、冒頭とエンディングに「A Warner Bros.–First National Picture」の商標と著作権クレジットが記載されていた。